# ماما میا! دوباره شروع کنیم
ماما میا! دوباره شروع کنیم (انگلیسی: Mamma Mia! Here We Go Again) فیلمی در ژانر تئاتر موزیکال و کمدی رمانتیک به کارگردانی اول پارکر است که درسال ۲۰۱۸ از سوی شرکت یونیورسال استودیوز منتشر شد. داستان این فیلم از جایی شروع می‌شود که سوفی، دختر دونا که اکنون یک سال از مرگ او می‌گذرد، تصمیم به بازسازی هتل گرفته‌است. او در این حین متوجه می‌شود که باردار است و همین موضوع باعث می‌شود سوفی به مرور خاطرات جوانی مادرش بگردد.

## بازیگران
- مریل استریپ
- آماندا سایفرد
- لیلی جیمز
- کریستین برنسکی
- جولی والترز
- پیرس برازنان
- جرمی ایروین
- کالین فرث
- هیو اسکینر
- استلان اسکاشگورد
- شر
- دومینیک کوپر
- اندی گارسیا
- امید جلیلی
- سلیا ایمری
- نائوکو موری
- توگو ایگاوا